# Discographie d'André Ceccarelli
Cette page décrit la discographie du batteur de jazz français André Ceccarelli.

## En tant que leader
| Année | Titre                    | Label                           | Musiciens |
| ----- | ------------------------ | ------------------------------- | --- |
| 1976  | Rythmes                  | Music De Wolfe                  | |
| 1978  | Ceccarelli               | Polydor                         | Claude Sahakian, Henri Giordano, Jean-Claude Chanavat, Alec Ligertwood, Jannick Top |
| 1981  | André Ceccarelli         | J.-M. Salhani                   | Richard Galliano, Marc Bertaud, Tony Bonfils, Jean-Claude Chanavat, Daniel Goyone, Michel Graillier, Jean-Claude Petit, Marc Goldfeder, Bernard Arcadio, Pierre Mimran, Didier Lockwood                         |
| 1990  | André Ceccarelli         | Polydor                         | Bernard Arcadio, Marc Bertaud, Tony Bonfils, André Ceccarelli, Jean-Claude Chanavat, Richard Galliano, Marc Goldfeder, Daniel Goyone, Michel Graillier, Didier Lockwood, Pierre Mimran, Jean-Claude Petit       |
| 1990  | Dansez sur moi           | Phonogram                       | Dee Dee Bridgewater, Claude Nougaro, Toots Thielemans, Éric Le Lann, Philippe Saisse, Thierry Eliez, Jean-Marc Jafet                                                                                            |
| 1992  | Hat Snatcher             | Polygram Jazz                   | Ceccarelli Trio : Jean-Marc Jafet, Thierry Eliez Invités : Didier Lockwood, Jean-Paul Ceccarelli |
| 1994  | 3 around the 4           | Verve                           | Ceccarelli Trio : Thierry Eliez et Jean-Marc Jafet |
| 1995  | From the Heart           | Verve                           | Sylvain Beuf, Jean-Michel Pilc, Thomas Bramerie ; invités : Louis César Ewandé, Oumoun Kouyaté, Maryam Diabaté, Dee Dee Bridgewater, Denis Leloup, Bernard Arcadio, Rémi Vignolo                                |
| 1997  | West Side Story          | BMG France                      | André Ceccarelli Quartet : Rémi Vignolo, Antonio Faraò, Sylvain Beuf Invités : Dee Dee Bridgewater, Richard Galliano, Bernard Arcadio, Biréli Lagrène, Gérad Carocci, Christian Guizien, Régis Ceccarelli       |
| 1999  | 61:32:00                 | BMG France                      | Andre Ceccarelli 4TET : Sylvain Beuf, Antonio Faraò, Rémi Vignolo Invités : Stéphane Belmondo, Sylvain Luc, Thierry Eliez, Minino Garay                                                                         |
| 2004  | Carte Blanche            | Dreyfus Jazz                    | Biréli Lagrène (guitare), Didier Lockwood (violon), John McLaughlin (guitare) ou Richard Galliano (accordéon), Sylvain Beuf (saxophone), Sylvain Luc (guitare), Baptiste Trotignon (piano), Stephy Haik (chant) |
| 2005  | Avenue des Diables Blues | Dreyfus Jazz                    | André Ceccarelli Trio : Biréli Lagrène (guitare), Joey DeFrancesco (orgue) |
| 2006  | Golden Land              | CamJazz                         | Enrico Pieranunzi (piano), Hein Van de Gein (contrebasse), David El-Malek (saxophone) et Élisabeth Kontomanou (chant)                                                                                           |
| 2006  | Sweet People             | CamJazz                         | André Ceccarelli trio, avec Julian Oliver Mazzariello et Sylvain Beuf |
| 2013  | Ultimo                   | Universal Music France, EmArcy, | Orchestre dirigé et arrangé par Pierre Bertrand ; réalisé par André Ceccarelli, Pierre Bertrand, André Guiot Feat. : Alex Ligertwood, David Linx, Richard Bona, Sylvain Luc, Régis Ceccarelli                   |

## En tant que coleader
| Année | Titre                                          | Groupe                 | Label                    | Musiciens |
| ----- | ---------------------------------------------- | ---------------------- | ------------------------ | --- |
| 1971  | Old Man River                                  | Troc                   | Cy Records               | |
| 1973  | Troc                                           | Troc                   | Cy Records               | |
| 1975  | CCPP                                           | CCPP                   | Flamophone               | André Ceccarelli, Marc Chantereau, Christian Padovan, Slim Pezin                                                                |
| 1979  | Look Out                                       | Bad News Travels Fast  | Casablanca, Ibis         | Bernard Arcadio, André Ceccarelli, Jean-Claude Chavanat                                                                         |
| 1979  | Ordinary Man                                   | Bad News Travels Fast  | Casablanca, Ibis         | |
| 1991  | Sail Away                                      |                        | Musidisc                 | Tom Harrell, Kenny Werner, André Ceccarelli, Paul Imm                                                                           |
| 1992  | California Daydream                            |                        | Musidisc                 | Kenny Wheeler, Jeff Gardner, Hein Van De Geyn, André Ceccarelli                                                                 |
| 1992  | Tribute To Mingus                              |                        | Adda                     | Enrico Rava, François Jeanneau, Hervé Sellin, François Méchali, André Ceccarelli                                                |
| 1993  | Init                                           | Init                   | Phonogram                | André Ceccarelli, François Moutin Nguyên Lê Invité : Bob Berg                                                                   |
| 2000  | Sud                                            | Trio Sud               | Dreyfus Jazz             | Sylvain Luc, Jean-Marc Jafet, André Ceccarelli                                                                                  |
| 2002  | Trio Sud                                       | Trio Sud (Sylvain Luc) | Dreyfus Jazz             | Sylvain Luc, Jean-Marc Jafet, André Ceccarelli                                                                                  |
| 2008  | Young and Fine                                 | Trio Sud               | Dreyfus Jazz             | Sylvain Luc, Jean-Marc Jafet, André Ceccarelli                                                                                  |
| 2008  | Live Sunside Session                           |                        | Cristal Records          | André Ceccarelli, Antonio Faraò, Sylvain Beuf, Thomas Bramerie                                                                  |
| 2009  | Le Coq et la Pendule, hommage à Claude Nougaro |                        | Plus Loin Music          | André Ceccarelli, Diego Imbert (cb), Pierre-Alain Goualch (p) feat. David Linx (voc)                                            |
| 2011  | Troc 2011                                      | Troc                   | Cy Records               | |
| 2013  | Twelve Years Ago                               |                        | Bonsaï Music             | André Ceccarelli, Thomas Bramerie, Alex Ligertwood, Éric Legnini, Denis Leloup, Nicolas Folmer, Stéphane Guillaume              |
| 2013  | Ligne Sud Trio                                 | Ligne Sud Trio         | Cristal Records          | Christian Gaubert, André Céccarelli, Jannick Top                                                                                |
| 2013  | À Nous Garo                                    |                        | Just Looking Productions | André Ceccarelli, David Linx, Diego Imbert, Pierre-Alain Goualch                                                                |
| 2014  | Twenty 20                                      |                        | Bonsaï Music             | André Ceccarelli, Jean-Michel Pilc, Thomas Bramerie                                                                             |
| 2016  | Ménage à trois                                 |                        | Bonsaï Music             | Enrico Pieranunzi, André Ceccarelli, Diego Imbert                                                                               |
| 2016  | Lendemains Prometteurs                         | Ligne Sud Trio         | Cristal Records          | Christian Gaubert, André Céccarelli, Jannick Top Feat. Christophe Leloil et Thomas Savy                                         |
| 2019  | ASTA passers of time                           |                        | Bonsaï Music             | Antonio Faraò, Sylvain Beuf, Thomas Bramerie, André Ceccarelli                                                                  |
| 2021  | Eclectik                                       |                        | Cristal Records          | André Ceccarelli, Hadrien Féraud, Sylvain Luc Invités : Richard Bona, Sly Johnson, Alex Ligertwood, Bastien Picot, Walter Ricci |
| 2021  | Porgy & Bess                                   |                        | Trebim                   | André Ceccarelli, Pierre-Alain Goualch, Diego Imbert                                                                            |
| 2023  | ASTA 2                                         |                        | Bonsaï Musi              | Antonio Faraò, Sylvain Beuf, Thomas Bramerie, André Ceccarelli                                                                  |

## Musique pour l'audiovisuel
| Année | Titre       | Musiciens                                               | Label     | Notes                                                                                         |
| ----- | ----------- | ------------------------------------------------------- | --------- | --------------------------------------------------------------------------------------------- |
| 1985  | Project One | André Ceccarelli et Bernard Arcadio                     | Sonotec   | Illustration musicale pour radio-télévision-cinéma. Avec Jean-Claude Chavanat et Éric Le Lann |
| 1986  | Made in sax | André Ceccarelli et Bernard Arcadio                     | Patchwork |                                                                                               |
| 1986  | Rock        | Bernard Arcadio, André Ceccarelli, Jean-Claude Chavanat | Patchwork |                                                                                               |
| 1986  | Africa      | Bernard Arcadio, André Ceccarelli, Jean-Claude Chavanat | Patchwork |                                                                                               |
| 1987  | New-Music   | Bernard Arcadio, André Ceccarelli, Jean-Claude Chavanat | MCT       |                                                                                               |

## En tant que sideman
Avec Les Chats sauvages
- Septembre 1962 : Je Reviendrai, avec Dick Rivers (EP 45 t - EA 600)
- Novembre 1962 : Derniers Baisers, avec Mike Shannon (EP 45 t - EA 631)
- Mars 1963 : Venez les Filles, 10 titres, 3e album du groupe (AB 33 t - 25 cm - ST 1170)
- Mai 1963 : John, c'est l'amour, avec Mike Shannon (EP 45 T - EA 644) tiré de l'album
- Juin 1963 : Allons reviens danser, (EP 45 t - EA 671)
- Octobre 1963 : Laisse-moi chanter, (EP 45 t - EG 662)
- Mars 1964 : Jolie Fille, (EP 45 t - EG 759)

Avec Michel Legrand
- 1964 : Les Parapluies de Cherbourg

Avec les Champions
- 1964 : Des filles comme ça (EP 45 t - Bel Air 211 310)

Avec Ivan Jullien et Eddy Louiss
- 1971 : Porgy and Bess (Riviera)[D 16]

Avec Michel Jonasz
- 1972 : Michel Jonasz
- 1981 : La Nouvelle Vie

Avec Jean-Luc Ponty et Stéphane Grappelli
- 1973 : Ponty-Grappelli

Avec Johnny Hallyday
- 1974 : Je t'aime, je t'aime, je t'aime

Avec Eddy Mitchell
- 1978 : Palais des sports 77

Pour Michel Berger et Luc Plamondon
- 1979 : Starmania, spectacle au Palais des Congrès

Avec Tina Turner
- 1979 : Love Explosion

Avec Martial Solal
- 1981 : Big Band
- 1984 : Solal et Son Orchestre Jouent Hodeir

Avec Claude Nougaro
- 1983 : Ami Chemin

Avec Michel Portal
- 1987 : Turbulence

Avec Dee Dee Bridgewater
- 1987 : Live in Paris
- 1989 : Victim of Love
- 1990 : In Montreux
- 1993 : Keeping Tradition
- 1995 : Love and Peace: a Tribute To Horace Silver
- 1997 : Dear Ella
- 2011 : Midnight Sun

Avec Patricia Kaas
- 1990 : Scène de vie

Avec Aretha Franklin
- 1991 : What You See Is What You Sweat

Avec Khalil Chahine
- 1992 : Turkoise

Avec Biréli Lagrène
- 1992 : Standards
- 1994 : Live in Marciac
- 1998 : Blue Eyes (Dreyfus Jazz)

Avec Luc Plouton et Pascal Berne
- 1993 : Ombre Et Luz (Material Productions)

Avec Stefano Sabatini
- 2000 : Dreams (YVP Music)

Avec Jean-Pierre Como
- 2001 : Storia (Just Looking Productions)

Avec Antonio Faraò
- 2008 : Woman's Perfume

Avec Sylvain Luc
- 2011 : Organic (Dreyfus Jazz)

Avec David Linx
- 2011 : Rock My Boat (Naïve)
- 2017 : 7000 Miles (Sound Surveyor Musi)

Avec Flavio Boltro
- 2012 : Joyful

Avec Didier Lockwood All Star Quartet
- 2017 : Open Doors (Label Ames, Okeh, Sony Music)